# سایوز تی‌ام‌ای-۱۴ام
سایوز-تی‌ام‌ای-۱۴ام (به روسی: Союз )(به معنای اتحاد) یک مأموریت سرنشین دار سازمان ملی فضانوردی روسیه به سمت ایستگاه فضایی بین‌المللی محسوب می‌شود.

همچنین فضاپیمای این مأموریت وظیفه ارسال و بازگرداندن تعدادی از فضانوردان گروه اعزامی ۴۱ و گروه اعزامی ۴۲ را نیز بر عهده داشت.

## خدمه مأموریت
| نام                  | ملیت                | تعداد پرواز | نقش عملیاتی | تصویر |
| الکساندر ساموکوتیایف | روسیه               | ۲           | فرمانده     |       |
| یلنا سرووا           | روسیه               | ۱           | مهندس پرواز |       |
| بری ئی. ویلمور       | ایالات متحده آمریکا | ۲           | مهندس پرواز |       |

## نگارخانه

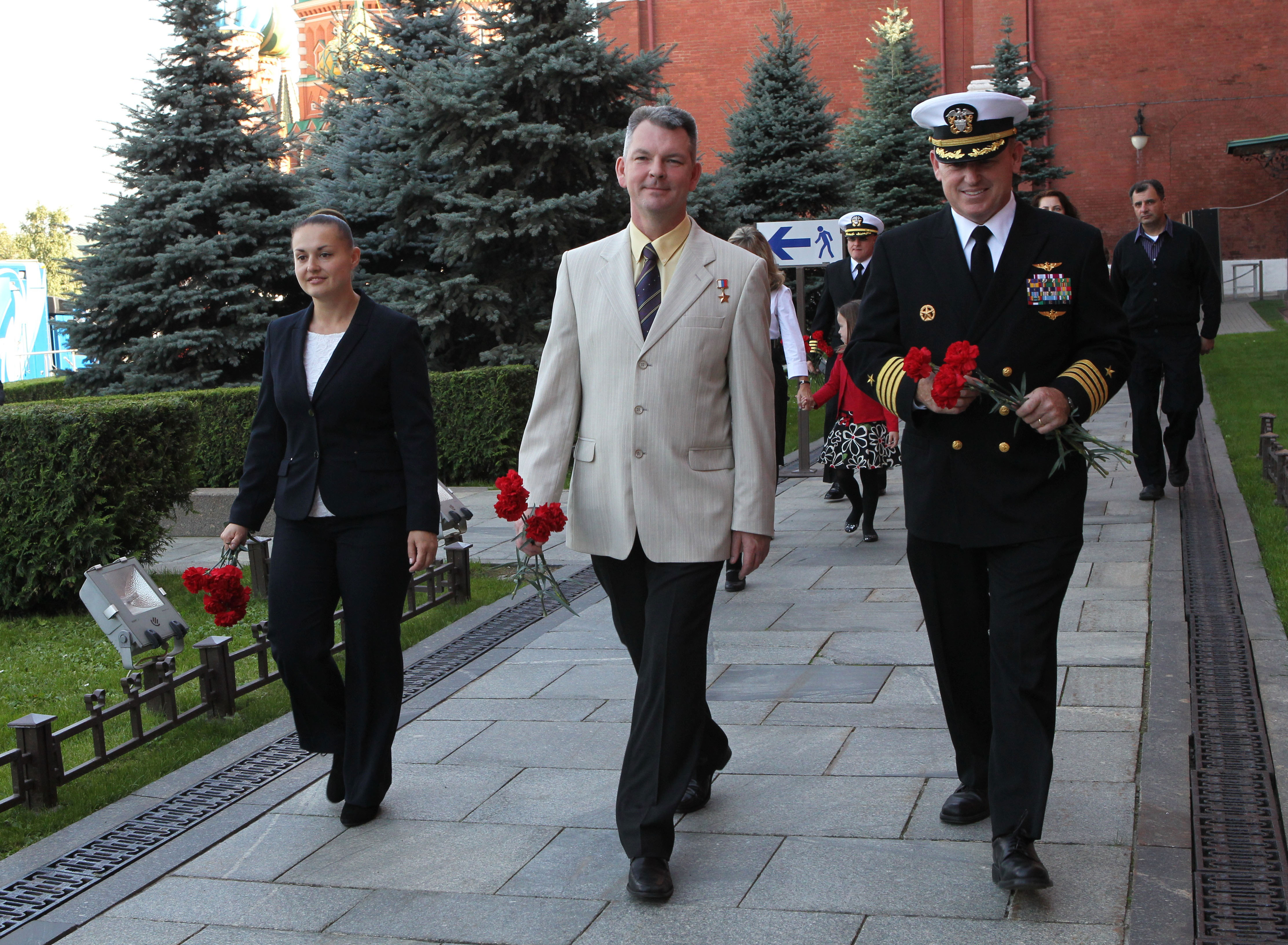
فضانوردان اصلی تی‌ام‌ای-۱۴ام
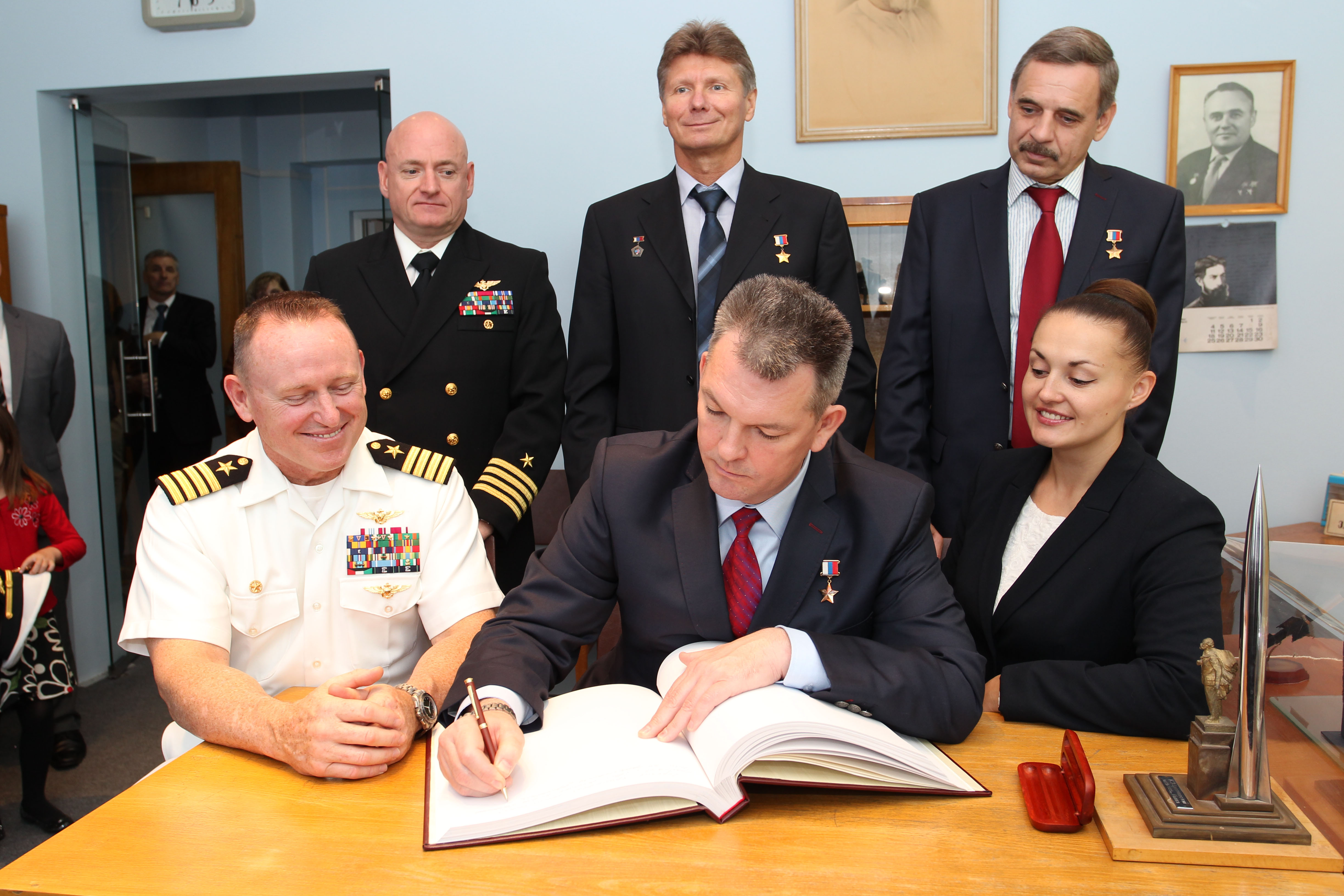
فضانوردان اصلی و پشتیبان تی‌ام‌ای-۱۴ام
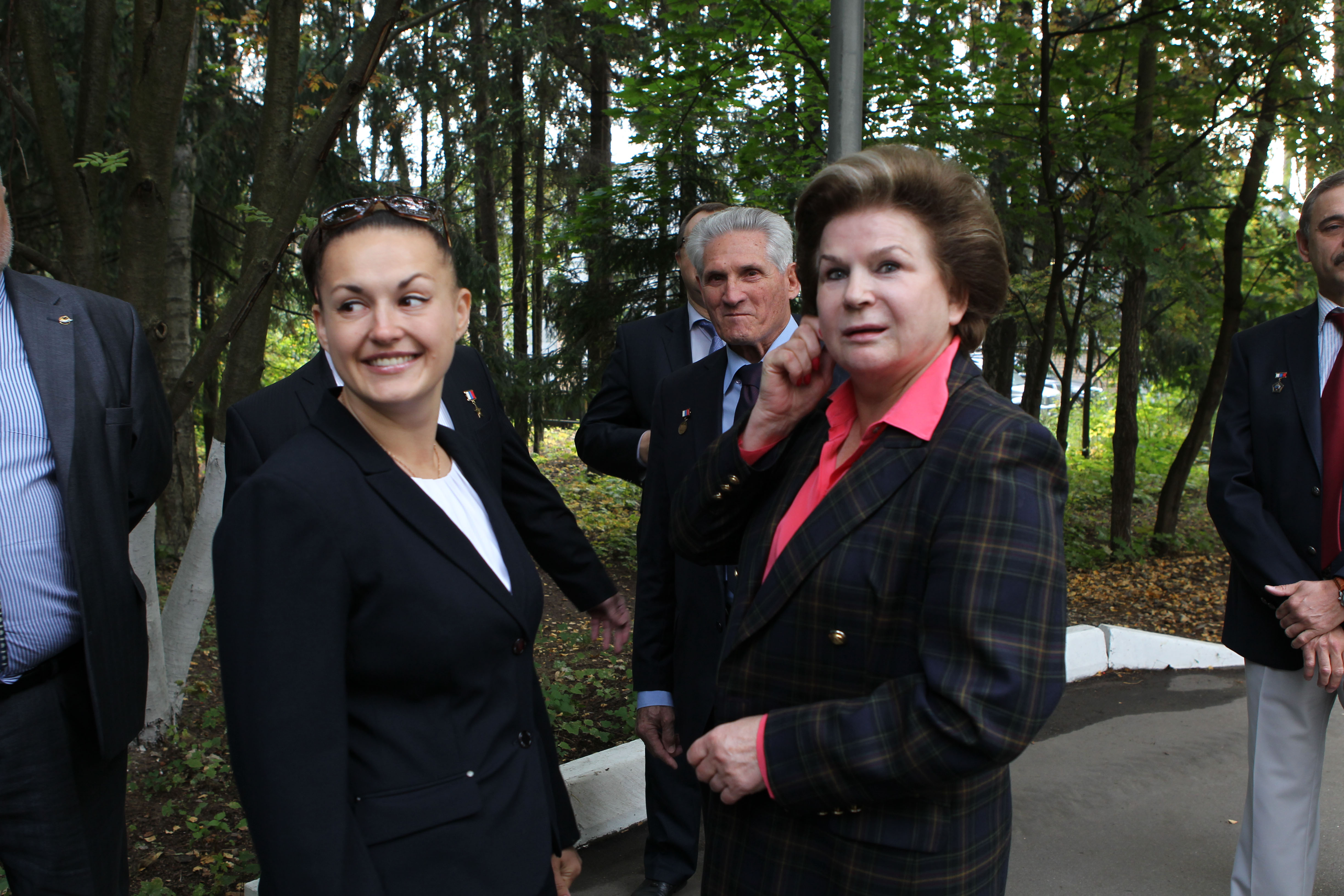
دیدار فضانوردان تی‌ام‌ای-۱۴ام با فضانوردان قدیمی روس
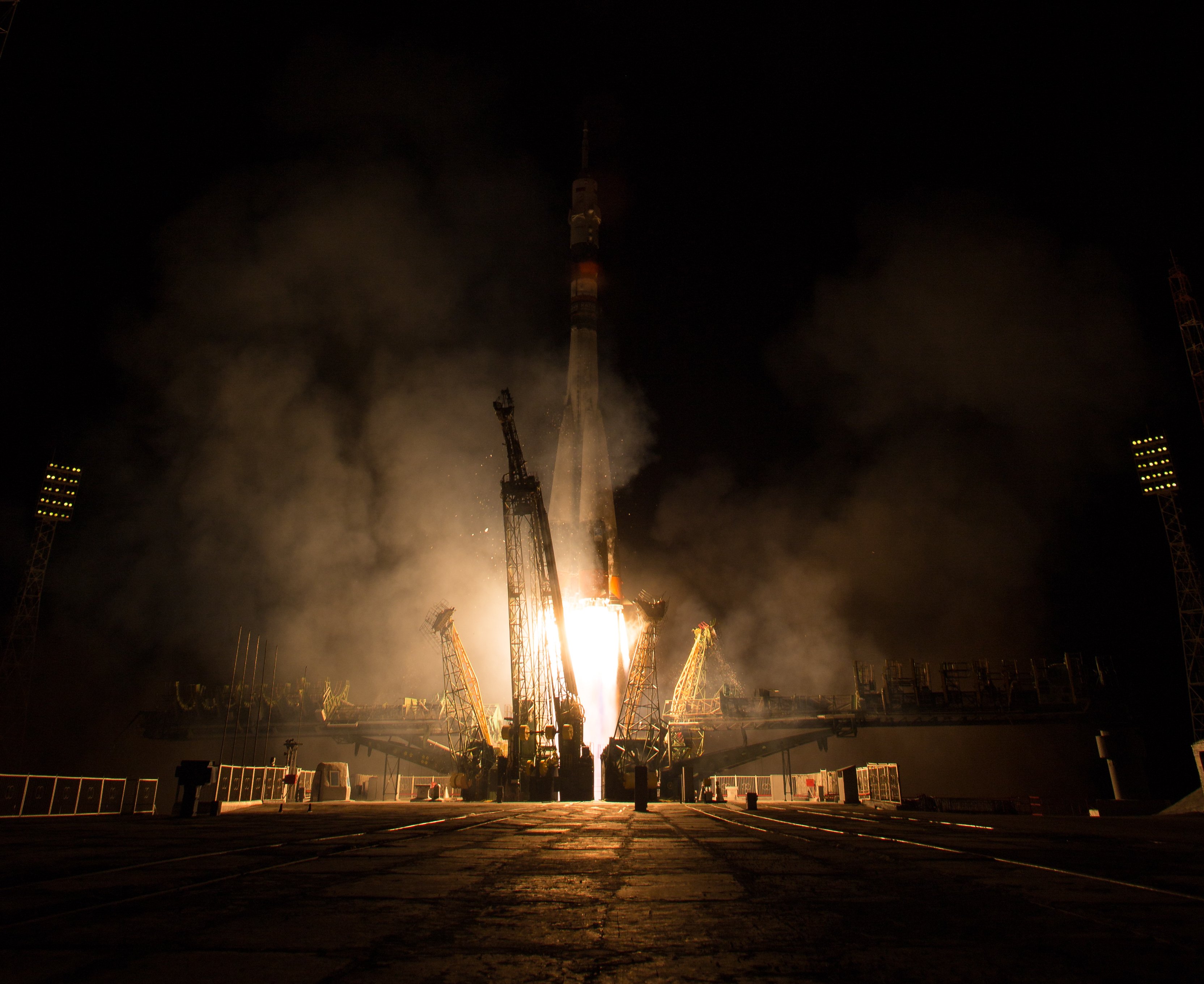
پرتاب تی‌ام‌ای-۱۴ام
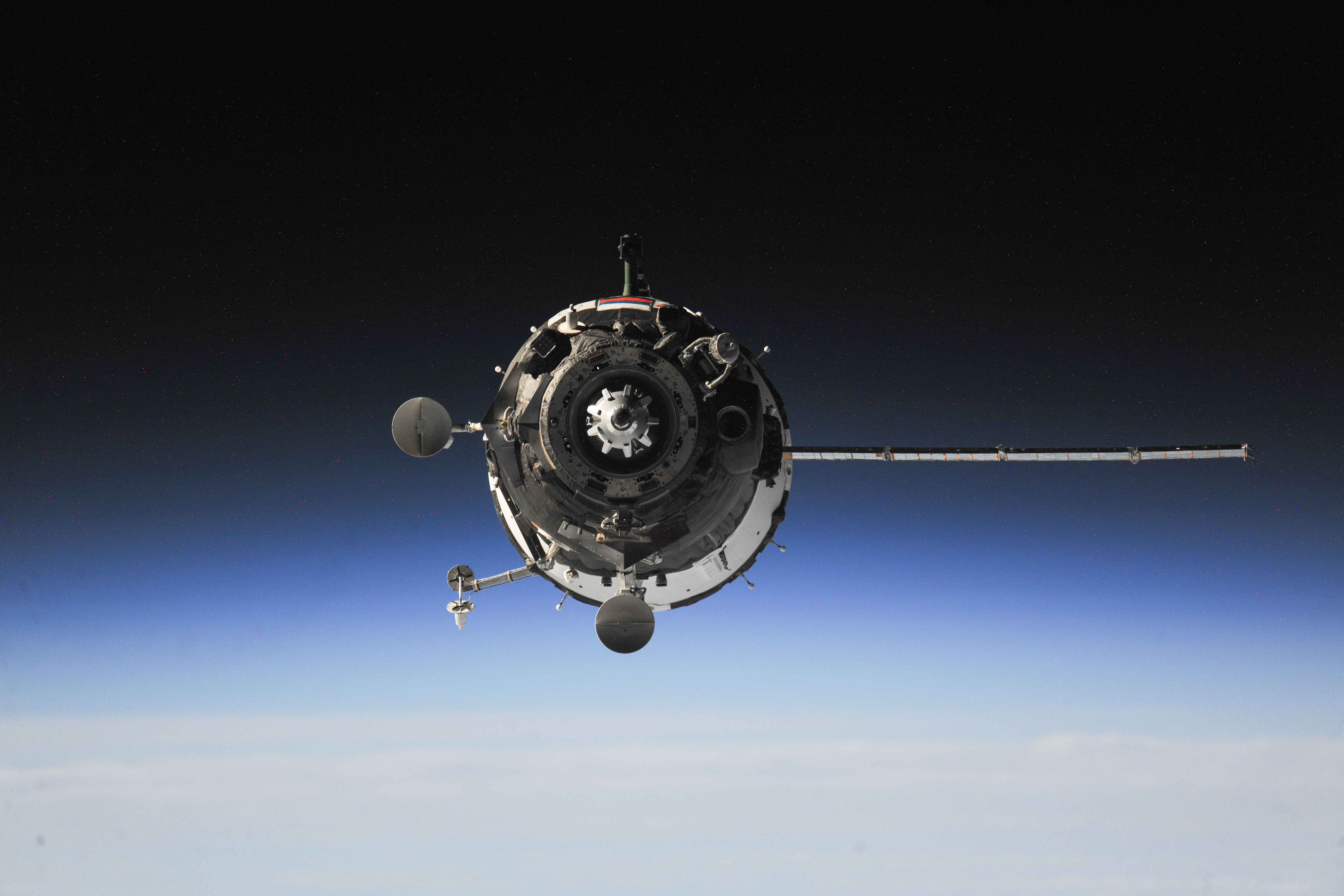
تی‌ام‌ای-۱۴ام برای اتصال به ایستگاه نزدیک می‌شود
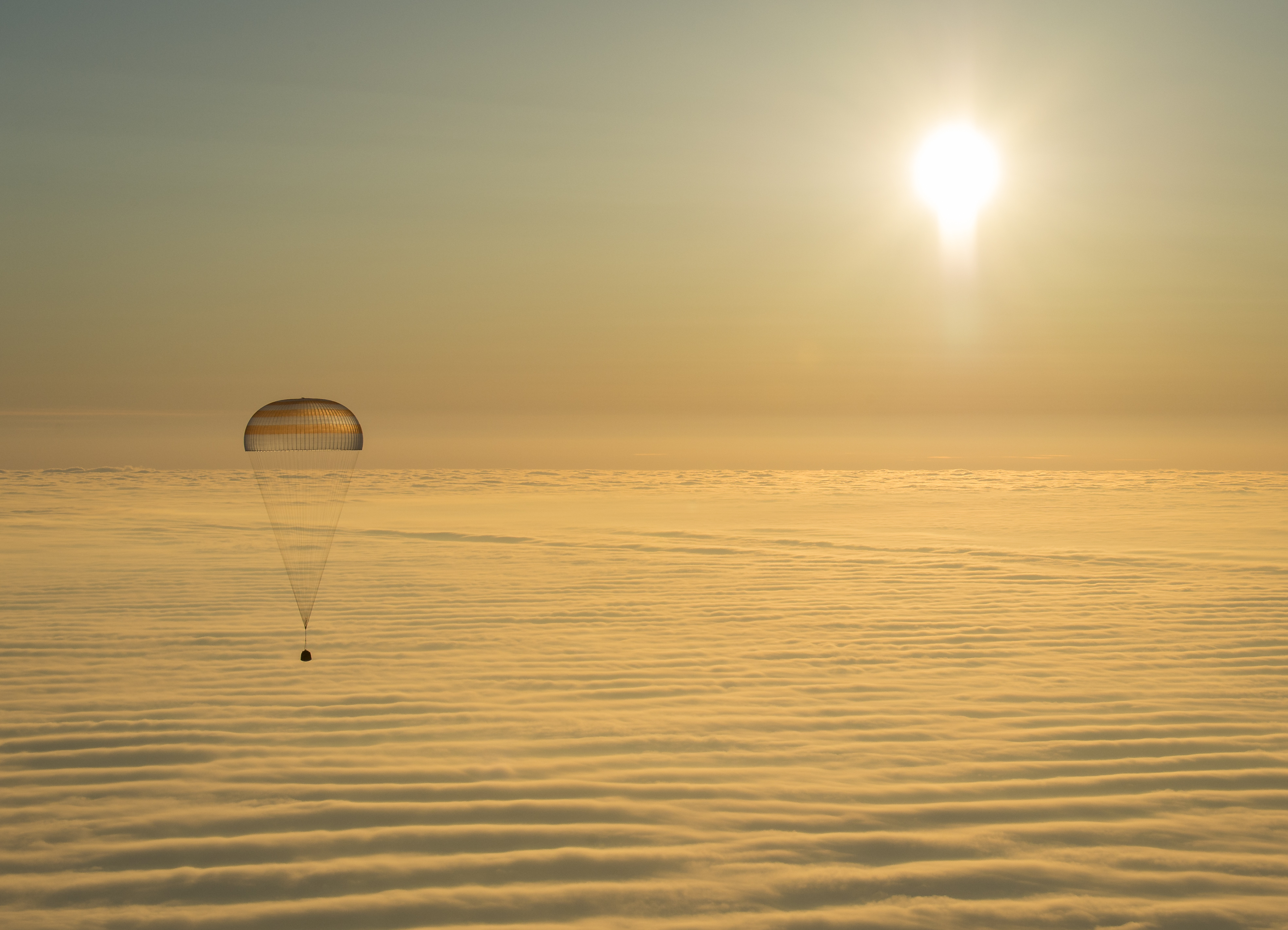
فرود تی‌ام‌ای-۱۴ام
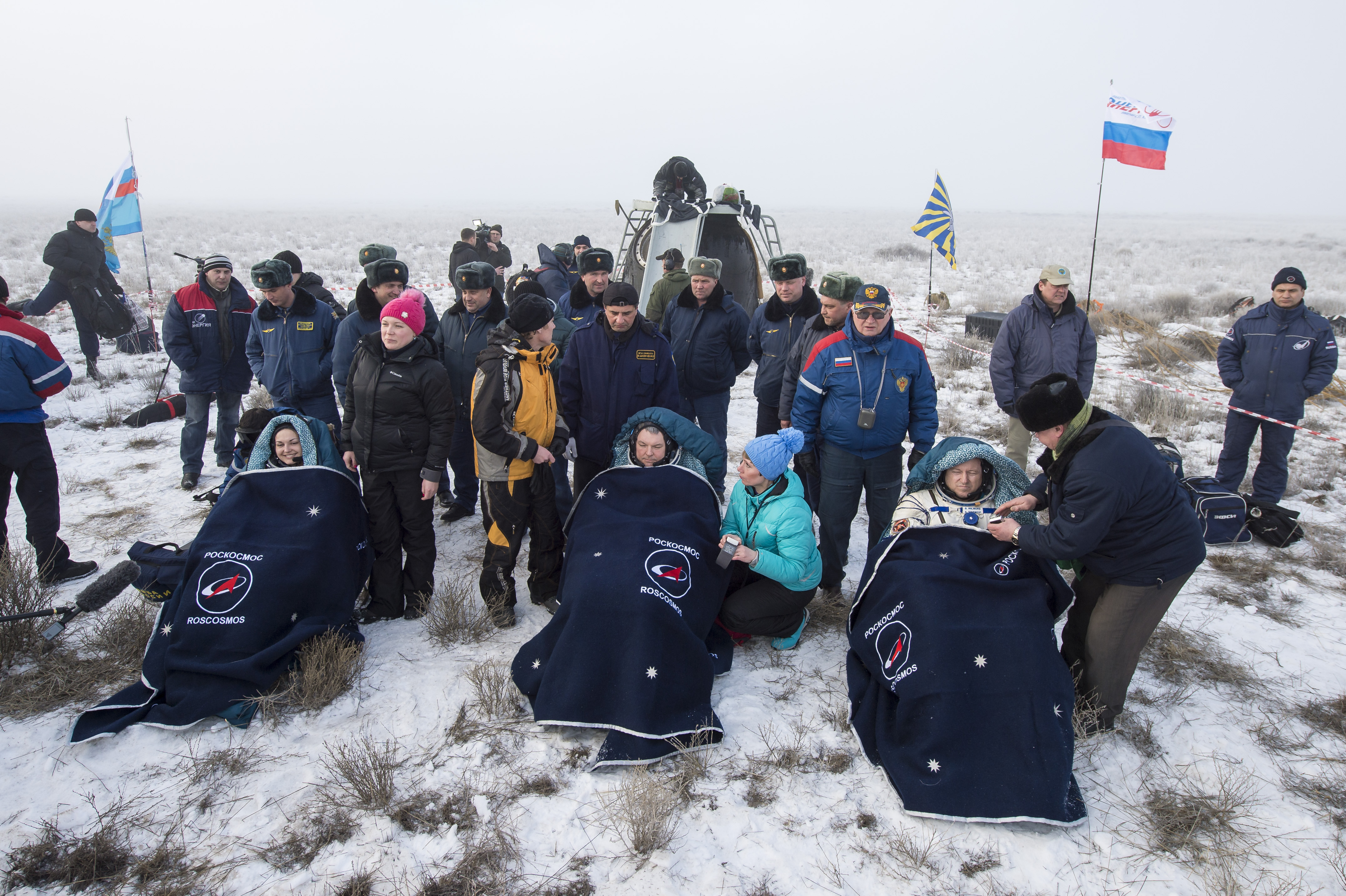
گروه اعزامی ۴۲ پس از فرود